# Joe Thomasson
 Joseph Elliotte "Joe" Thomasson Jr. (Dayton, Ohio, 16 de agosto de 1993) es un jugador de baloncesto con doble nacionalidad estadounidense y georgiana que actualmente se encuentra sin equipo. Con 1,93 metros de estatura, juega en la posición de base.

## Trayectoria deportiva

### Universidad
Jugó dos años en el community college de State Fair en Sedalia (Misuri), donde en su segunda temporada promedió 18 puntos, 6 asistencias y 4 rebotes, siendo elegido All-American de la NJCAA. En 2014 continuó su carrera universitaria con los Raiders de la Universidad Estatal Wright, donde disputó dos temporadas más, en las que promedió 9,8 puntos, 5,4 rebotes y 3,3 asistencias por partido. En 2016 fue incluido en el mejor quinteto defensivo de la Horizon League.

### Profesional
Tras no ser elegido en el Draft de la NBA de 2016, el 11 de agosto firmó su primer contrato profesional con el CS Dinamo București de la liga de Rumanía, donde jugó únicamente cuatro partidos, en los que promedió 11,5 puntos y 5,7 asistencias por partido.
No volvió a jugar en un equipo profesional hasta el 28 de marzo de 2017, cuando firmó con los Erie BayHawks de la NBA D-League hasta el término de la temporada, disputando tres partidos en los que promedió 6,3 puntos y 2,7 asistencias.
El 21 de junio de 2017 se comprometió con el Polpharma Starogard Gdański de la liga polaca. Jugó por fin una temporada completa, promediando 13,3 puntos y 4,9 asistencias por partido. El 30 de noviembre de 2018, y sin abandonar la PLK, firmó con el MKS Start Lublin.
En mayo de 2020, firmó con el Hapoel Gilboa Galil Elyon de la Ligat Winner, la primera división del baloncesto israelí. El 5 de julio de 2021, firmó por dos temporadas con el Bàsquet Manresa de la Liga Endesa. El 5 de septiembre de 2021 ganó la Liga catalana de baloncesto.
El 11 de julio de 2022, fichó por el Zenit de San Petersburgo de la VTB United League. El 26 de diciembre dejó el equipo, para irse al Promitheas Patras B.C. de la A1 Ethniki el 6 de enero de 2023, con los que solo estuvo 4 meses puesto que el 1 de mayo de 2023 fichó por el Covirán Granada de la Liga ACB.
El 6 de febrero de 2024 el Maccabi Tel Aviv de la Ligat ha'Al pagó la cláusula de rescisión al equipo granadino, firmando por el equipo israelí hasta final de temporada. El 9 de agosto de 2024 firmó por una temporada por el C. B. Gran Canaria de nuevo en la ACB. Al finalizar su contrato en junio de 2025 el club le comunicó que no contaba con él para una renovación.

## Selección
En febrero de 2024 obtuvo el pasaporte georgiano, debutando con la Selección de Georgia en el preolímpico previo a París 2024.